# Fakulta restaurování Univerzity Pardubice
Fakulta restaurování (FR) Univerzity Pardubice je jednou ze sedmi fakult této vysoké školy. Vznikla roku 2005 a jejím sídlem je Litomyšl. Zaměřuje se na vzdělání v oblasti restaurování a konzervace památek. Je jedním z mála univerzitních pracovišť, které zabezpečuje výchovu vysokoškolsky vzdělaných restaurátorů. Děkanem fakulty je Mgr. BcA. Radomír Slovik.

## Historie
Počátky Fakulty restaurování sahají do roku 1993, kdy v Litomyšli vznikla Škola restaurování a konzervačních technik, jejímž zřizovatelem byla Nadace Paseka. Myšlenka o důležitosti takové školy vznikla při náročné rekonstrukci místního Portmonea – Musea Josefa Váchala. V roce 1996 škola změnila svůj statut na veřejně prospěšnou společnost a název na Vyšší odbornou školu restaurování a konzervačních technik. V roce 2000 se dosavadní vyšší odborná škola změnila na vysokou školu neuniverzitního typu a pokračovala ve výuce jako Institut restaurování a konzervačních technik, o.p.s. Od roku 2005 je toto pracoviště jednou z fakult Univerzity Pardubice.

## Vedení fakulty
- Mgr., BcA. Radomír Slovik – děkan
- PhDr. Tomáš Kupka, Ph.D. – proděkan pro studium a pedagogickou činnost
- Ing. Karol Bayer – proděkan pro vědeckovýzkumnou činnost
- Mgr. art. Jan Vojtěchovský, Ph.D. – proděkan pro zahraniční spolupráci
- Ing. Markéta Prokešová – tajemnice